# Militärpolizei

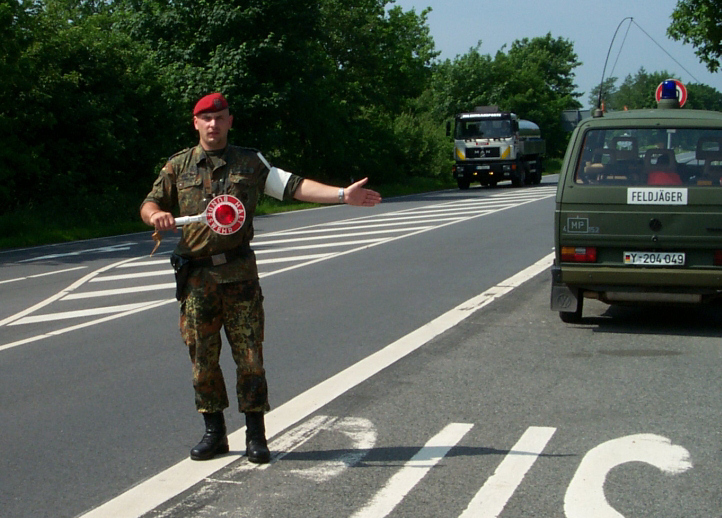
Feldjäger bei einer Verkehrskontrolle

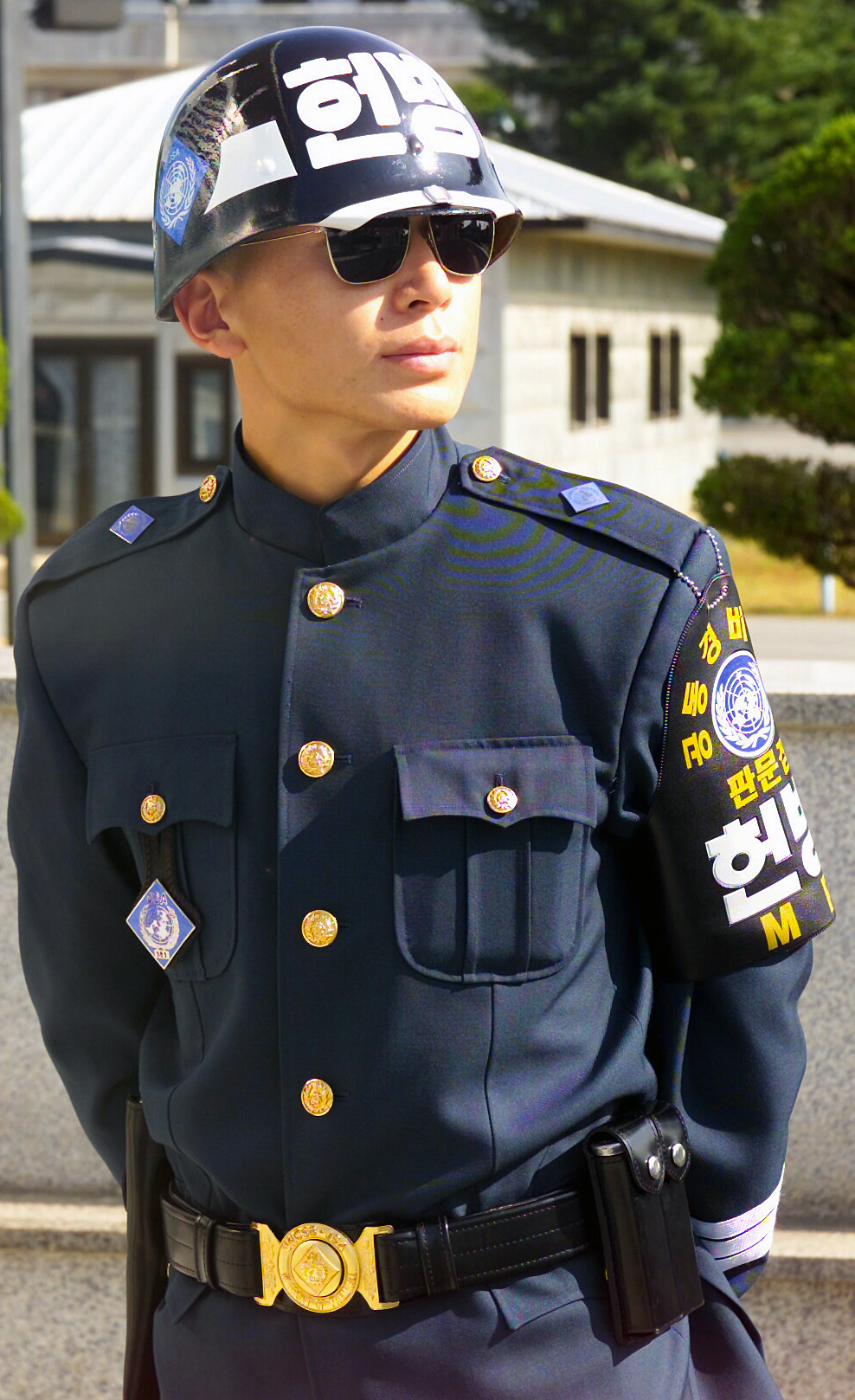
Südkoreanischer Militärpolizist an der Demilitarisierten Zone

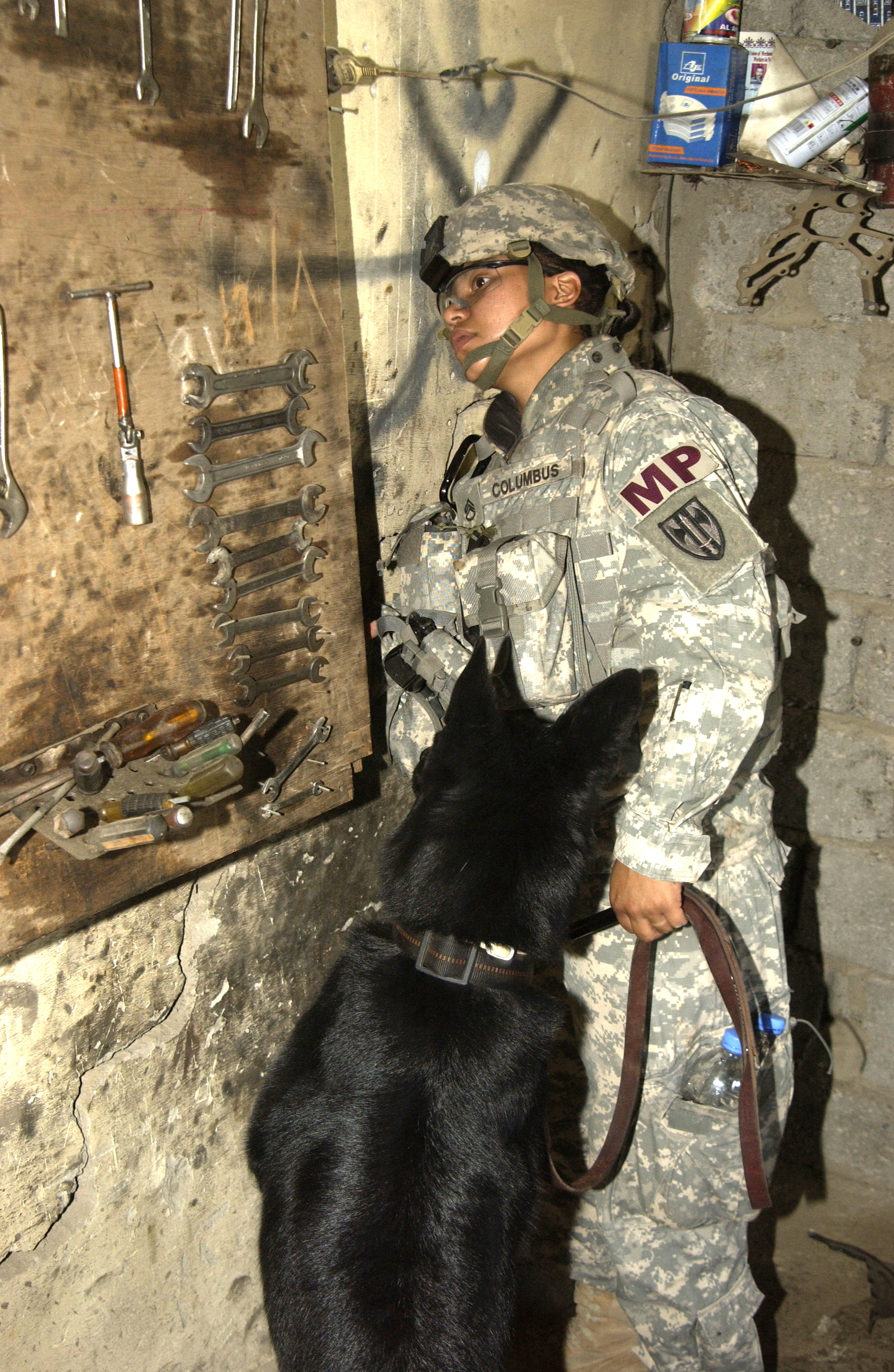
Amerikanische Militärpolizistin in Begleitung eines Spürhundes auf der Suche nach Sprengstoff im Irak

Eine Militärpolizei (internat. Abk. MP von engl. Military Police) übernimmt polizeiliche Aufgaben innerhalb einer Militärorganisation.

## Aufgaben, Organisation
Aufgaben der Militärpolizei sind mit denen der zivilen Polizei vergleichbar. In Friedenszeiten hat diese in den meisten Staaten nur gegenüber Soldaten Weisungsbefugnisse. Die Aufgaben umfassen unter anderem die Strafverfolgung mit Ermittlungsarbeit auf Militärgelände und Soldaten betreffend (oftmals im Auftrag der Organe der Militärjustiz), Sicherung militärischer Anlagen, Personenschutz hochrangiger Offiziere, Kriegsgefangenenwesen, Betreiben von Militärgefängnissen, militärische Verkehrsregelung und Suche nach Fahnenflüchtigen. Nicht alle Militärpolizeien haben jedoch die gleichen Aufgaben.
In einigen Ländern wird die Militärpolizei, dann meist unter dem Namen Gendarmerie, auch als reguläre zivile Polizei eingesetzt. Für diese Dienste stehen sie unter der Führung und Kontrolle meist des Innenministeriums.
In vielen Ländern haben die Streitkräfte eigene Gefängnisse und Rechtssysteme, die von den zivilen abweichen.
Mitglieder der Militärpolizei sind in der Regel deutlich an speziellen Abzeichen an Helm und/oder Uniform (z. B. Armband, Schulterstück) zu erkennen. Bis zum Ende des Zweiten Weltkriegs trugen die Angehörigen der Militärpolizei der Wehrmacht zur Erkennung einen Ringkragen.
Als eine der ersten Militärpolizeien gilt die Royal Military Police, von der behauptet wird, dass ihre ersten Einheiten während der Napoleonischen Kriege im britischen Kontingent unter Arthur Wellesley, 1. Duke of Wellington aufgestellt wurden.
Eine internationale Zusammenarbeit militärpolizeilicher Kräfte findet unter anderem beim NATO Military Police Centre of Excellence statt.

## Militärpolizei in verschiedenen Ländern

### Australien
Die Militärpolizei gehört zur Australian Army und bildet The Royal Australian Corps of Military Police (RACMP).

### Belgien
Die Aufgaben der belgischen Militärpolizei wurden ursprünglich von der Gendarmerie Nationale/Rijkswacht wahrgenommen. Als Belgien alle Polizeieinheiten zu einer Bundespolizei vereinte, wurden die bisher als Militärpolizei Police Militaire agierenden Beamten in eine dafür neu gegründete Einheit der Armee eingegliedert.

### Brasilien
Die Polícia Militar ist in Brasilien die Gendarmerie eines Bundesstaates und entspricht – im weitesten Sinn – den Landespolizeien in der Bundesrepublik Deutschland. Der Begriff ist für Nicht-Brasilianer irreführend, da sie keine Militärpolizei im Wortsinn ist und sowohl von der Funktion als auch ihrer Unterstellung unter die Zivilbehörden her nicht dem Charakter einer Militärpolizei, sondern eher dem einer „militarisierten“ oder „kasernierten“ regulären Polizei entspricht. Der Begriff ist historisch geprägt und bezeichnete ab ca. 1890 die Milizen der einzelnen Bundesstaaten. Die brasilianischen Militärpolizeien der Einzelstaaten haben zusammen gut 400.000 Angehörige, von denen gut 100.000 allein auf die Polícia Militar do Estado de São Paulo entfallen.
Die „echten“ Militärpolizeien Brasiliens sind Teil der drei Teilstreitkräfte der brasilianischen Streitkräfte: Polícia do Exército (PE) (Armee), Polícia da Marinha (PM) (Marine) und Polícia da Aeronáutica (PA) (Luftwaffe).

### Dänemark

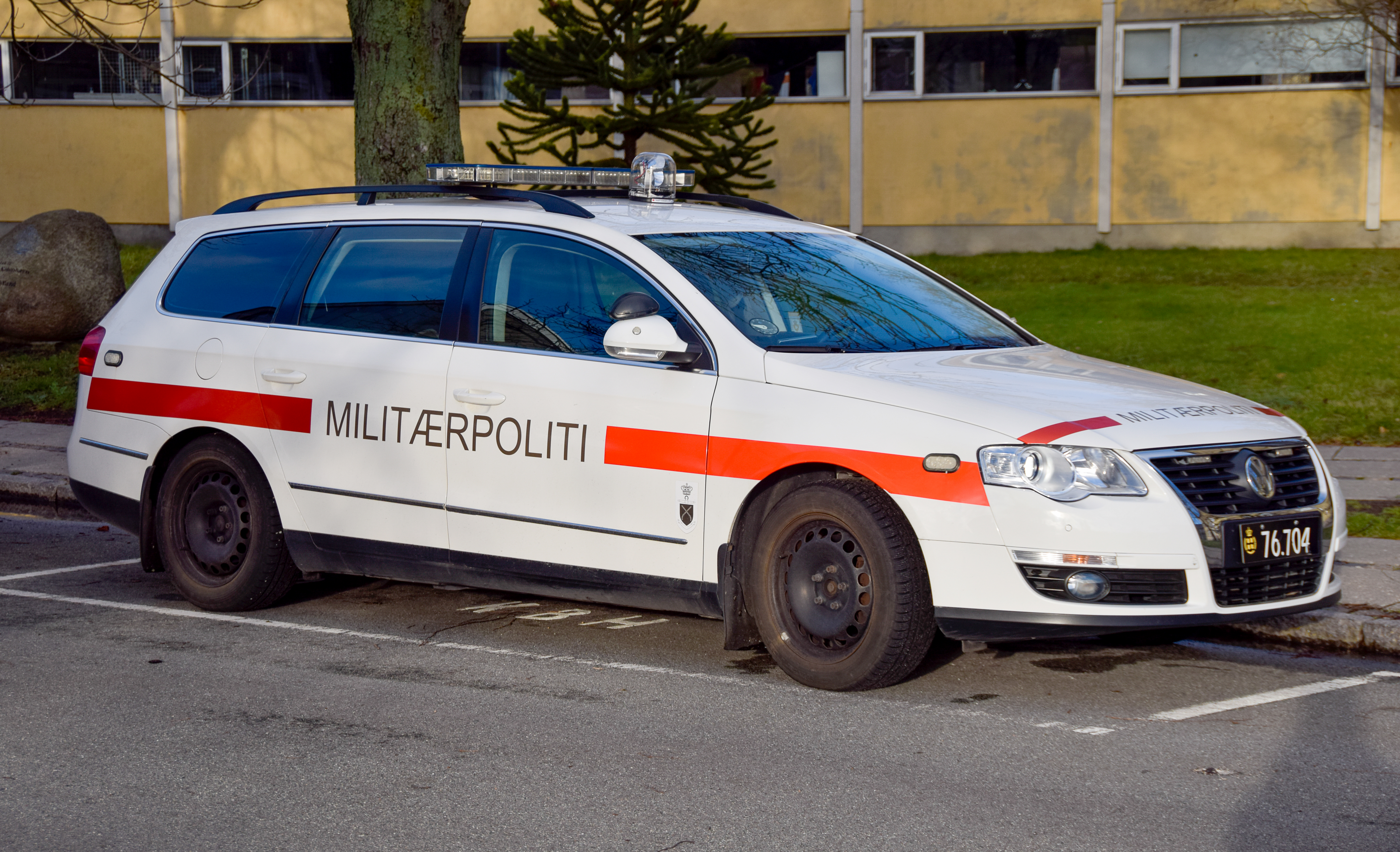
VW Passat der dänischen Militærpoliti

Die Militærpoliti gehört zu den Dänischen Streitkräften.

### Deutschland
Für die historischen deutschen Militärpolizeieinheiten siehe
- Feldjäger (HRR, ursprünglich Soldaten der Leichten Infanterie)
- Feldgendarmerie (Deutscher Bund bis Deutsches Reich)
- Geheime Feldpolizei (Erster Weltkrieg)
- Geheime Feldpolizei (Wehrmacht)
- Kommandantendienst (Nationale Volksarmee)

#### Bundesrepublik Deutschland
Die Militärpolizei der deutschen Bundeswehr wird als Feldjägertruppe bezeichnet und ist seit 2025 dem Unterstützungsbereich zugeordnet. Sie besteht, nach einer Umstrukturierung 2013, aus drei Regimentern und der Schule für Feldjäger und Stabsdienst der Bundeswehr. Sie besitzen im Frieden keine Weisungsbefugnis gegenüber Zivilisten, es sei denn, diese halten sich in einem militärischen (Sicherheits-)Bereich auf oder es ist zur Aufgabenerfüllung zwingend notwendig (z. B. Einrichtung eines militärischen Sicherheitsbereichs).

### Vereinigtes Königreich
Die Militärpolizei der Streitkräfte des Vereinigten Königreichs besteht aus den Teilkräften
- Royal Military Police (RMP), Teil der British Army,
- Royal Navy Police (RNP), Teil der Royal Navy
  - Royal Marines Police, seit 2009 der Royal Navy Police zugeordnet
- Royal Air Force Police (RAFP), Teil der Royal Air Force.

Sie werden unter der engl. Bezeichnung Service police zusammengefasst.
Daneben bestehen verschiedene zivile, aber dem Ministry of Defence (UK) zugeordnete Polizeigruppierungen, die nicht der Militärpolizei zugeordnet werden. Das sind die
- Ministry of Defence Police,
- Sovereign Base Areas Police, zuständig für Basen in Zypern,
- Gibraltar Defence Police, zuständig für Basen in Gibraltar.[1]

### Finnland
Die Sotilaspoliisi („Soldatenpolizei“) ist die Militärpolizei in Finnland.
In Friedenszeiten besteht ihre Aufgabe in der Überwachung von Militäreinrichtungen.
In Kriegszeiten gehört auch der Personenschutz, das Aufspüren und Zerstören feindlicher Spezialeinheiten sowie das Kriegsgefangenenwesen und Kriegsgefangenenlager dazu.

### Frankreich
In Frankreich werden diese Aufgaben von der Gendarmerie nationale wahrgenommen. Diese Einheit hat auch gegenüber Zivilisten polizeiliche Befugnisse. Ausnahme bildet die Fremdenlegion, die noch eine eigene Militärpolizei (Police Militaire, kurz PM) in jedem ihrer Standorte unterhält. Seit dem Sommer 2011 nennt sich die Einheit Patrouille de la Légion étrangère (PLE).

### Israel
In Israel ist die Heyl HaMishtara HaTzva'it die Militärpolizei der israelischen Streitkräfte. Sie ist unter anderem für die Disziplin innerhalb der Streitkräfte und die Verfolgung Fahnenflüchtiger zuständig. Zudem unterstützt sie die Überwachung von Militärgefängnissen.

### Italien
In Italien übernehmen die Carabinieri die Aufgaben der Militärpolizei. Die Carabinieri haben auch in Friedenszeiten gegenüber Zivilisten polizeiliche Befugnisse und unterstehen in der Aufgabenerfüllung dem italienischen Innenministerium.

### Japan

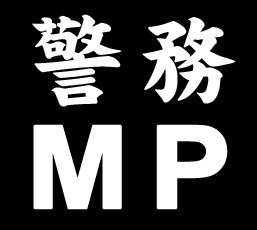
Armbinde der Militärpolizei (Keimutai) der Selbstverteidigungsstreitkräfte Japans.

Bis 1945 gab es in Japan Militärpolizeien in Form der Kempeitai der Kaiserlich Japanischen Armee (Heer) und der Tokkeitai der Marine.
Heute nehmen als Keimutai bezeichnete Teile der Selbstverteidigungsstreitkräfte Japans militärpolizeiliche Aufgaben wahr.

### Kanada
In Kanada übernimmt die Canadian Forces Military Police (CFMP) als gemischte Truppe aller drei Teilstreitkräfte (Canadian Army, Royal Canadian Navy und Royal Canadian Air Force) die militärpolizeilichen Aufgaben unter Befehl des DND.

### Litauen
Die Lietuvos karo policija ist eine von den anderen Teilstreitkräften unabhängige Militärpolizei.

### Niederlande
Die Koninklijke Marechaussee ist als niederländische Nationalpolizei mit weitreichenden Aufgaben betraut. Seit 1998 ist sie selbständige Teilstreitkraft neben Heer, Marine und Luftwaffe. Obwohl sie dem Verteidigungsministerium untersteht, erfüllt sie vor allem zivile Aufgaben wie die Überwachung der Staatsgrenze und seit der Aufhebung der Reichspolizei auch den Polizeidienst auf den großen Flughäfen. Auch gehört die Absicherung bei Staatsbesuchen und anderen zeremoniellen Ereignissen sowie der Personenschutz für Mitglieder des Königshauses und der Regierung zu ihren Aufgaben. Die Abschiebung von unerwünschten Ausländern und von Asylbewerbern, die nach der Ablehnung ihres Gesuches die Niederlande verlassen müssen, ist ebenfalls eine Aufgabe der Marechaussee.

### Norwegen
Die Militærpoliti gehört den Norwegischen Streitkräften an.

### Österreich

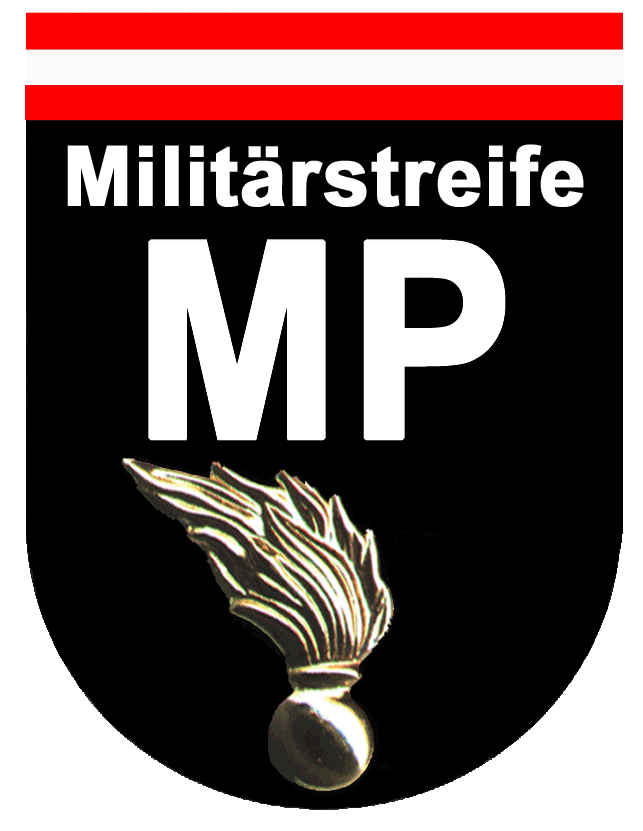
Verbandsabzeichen des KdoMilStrf&MP

Die Militärpolizei im Österreichischen Bundesheer ist für die Aufrechterhaltung der Ordnung und Sicherheit innerhalb des Bundesheeres zuständig und verfügt zu diesem Zweck auch über bestimmte Befugnisse gegenüber Zivilpersonen. Bis zum 31. März 2019 wurde sie Kommando Militärstreife und Militärpolizei genannt, wobei sie im Inland als Militärstreife und im Ausland als Militärpolizei auftrat.
Die Militärpolizei besteht neben dem Kommando noch aus drei Einsatzkompanien, der Lehrabteilung und einem Personenschutzelement.

### Osttimor
Die Militärpolizei (Policia Militar) Osttimors ist Teil der Verteidigungskräfte Osttimors (F-FDTL).

### Polen
Die Żandarmeria Wojskowa ist eine von den anderen Teilstreitkräften unabhängige Militärpolizei.

### Schweden
Die Militärpolis gehört zu den Schwedischen Streitkräften.

### Schweiz
Am 1. Januar 2018, im Zuge der WEA (Weiterentwicklung der Armee), ist das Kommando Militärpolizei dem neu gegründeten Kommando Operation unterstellt worden sowie in die drei Berufskomponenten Stab Kommando MP, das Einsatzkommando Militärpolizei Sicherheitsdienst und Einsatzkommando Militärpolizei sowie den Milizformationen des MP Bat 1 bis 4 unterteilt worden.
Über alle Lagen hinweg erbringt die Militärpolizei sicherheits-, verkehrs- und kriminalpolizeiliche Leistungen. Außerdem schützt sie kritische Armeeinfrastrukturen sowie weitere Objekte und Gelände der Armee. Der Transport von schützenswertem Armeematerial gehört ebenfalls zum Aufgabenbereich der Militärpolizei.
Die Militärpolizei trägt wesentlich zum Eigenschutz der Armee und ihrer Verwaltung bei. Im Verteidigungsfall hat die Militärpolizei zusätzlich das Militärstrafgefangenenwesen sicherzustellen.
Im Rahmen der Grundleistungen werden primär die Berufs- und Bereitschaftsformationen der Militärpolizei eingesetzt. Je nach Lageentwicklung ist ein zusätzlicher unterstützender oder autonomer Einsatz der Milizformationen möglich.
Bei der Unterstützung ziviler Behörden erfolgen Einsätze der Militärpolizei vor allem dort, wo eine ausgeprägte polizeiliche Kompetenz gefordert ist, die durch andere Formationen der Armee nicht abgedeckt werden kann.
Die Mittel der zivilen Polizei können, insbesondere im Rahmen von Objekt- und Konferenzschutzeinsätzen, schnell an ihre Grenzen stoßen. Um mögliche Bedürfnisse der zivilen Sicherheitsbehörden abzudecken, kann die Militärpolizei mit Berufs-, Bereitschafts- oder Milizformationen Unterstützung leisten. So zum Beispiel beim Schutz von Objekten, Sachen und Personen, bei Einsätzen zugunsten der Flugsicherheit oder beim Grenz- und Botschaftsschutz. Auch in Krisenlagen (Katastrophen, Notlagen und Aufgaben von nationaler Bedeutung) kann die Militärpolizei bei Schutz- und Sicherungsleistungen unterstützend eingreifen.
Im Rahmen der Friedensförderung erfüllt die Militärpolizei (als IMP) die Grundleistungen als Polizei der Armee innerhalb des entsprechenden Einsatzkontingentes der Schweizer Armee.

### Singapur

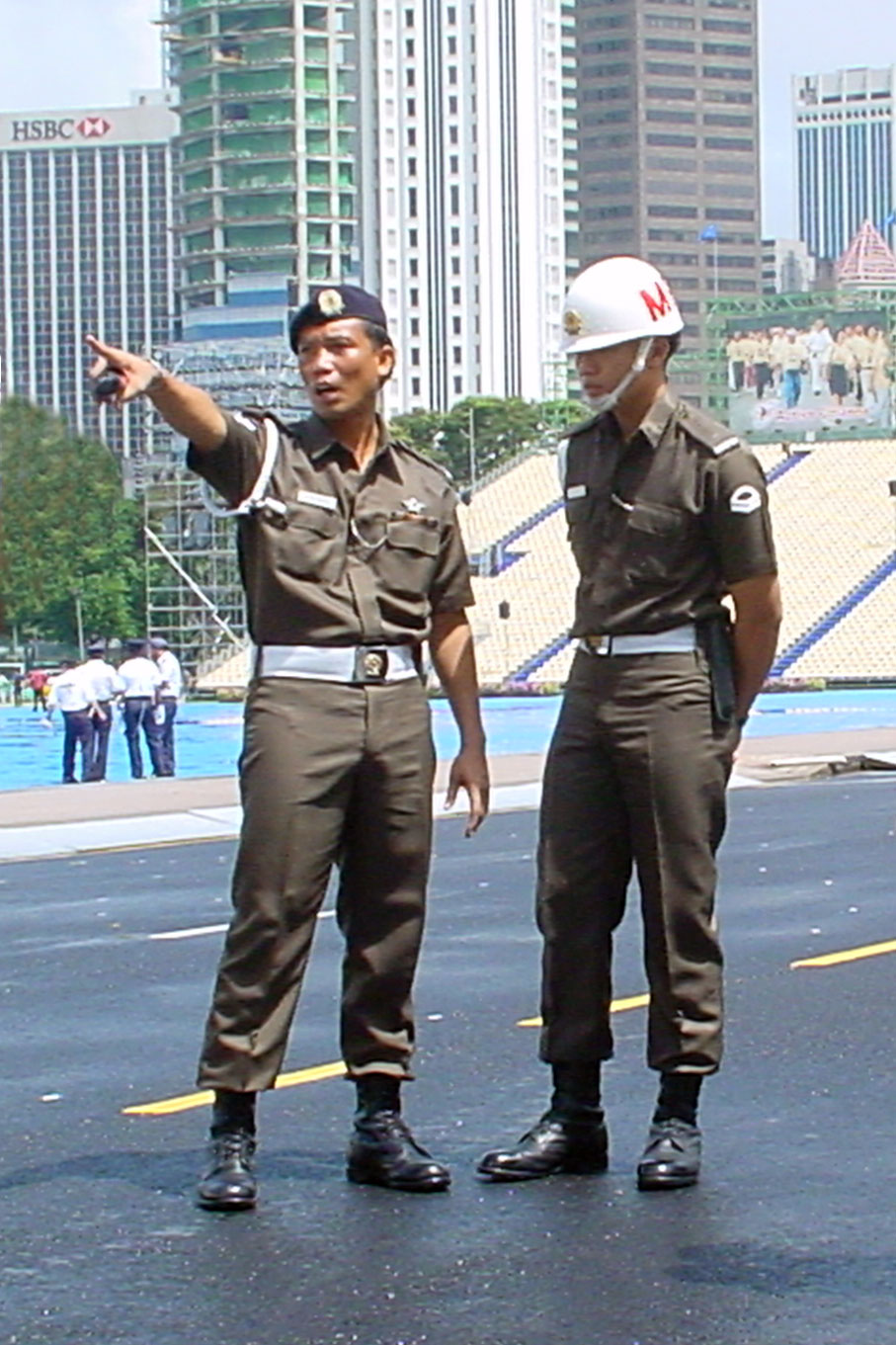
Die SAFPU bei Sicherheitsmaßnahmen in Singapur während der Parade zum Nationalfeiertag im Jahr 2000

In Singapur dient die Singapore Armed Forces Provost Unit (SAFPU) als Militärpolizei und unterstützt die Polizeikräfte durch Zusammenarbeit, z. B. mittels der Ausbildung und Bereitstellung der Ausbildungseinrichtung für Polizeihunde.

### Spanien
In Spanien ist die Guardia Civil die Militärpolizei. Die Guardia Civil untersteht sowohl dem Innenministerium als auch dem Verteidigungsministerium und hat vor allem auch gegenüber Zivilisten polizeiliche Befugnisse.

### Taiwan

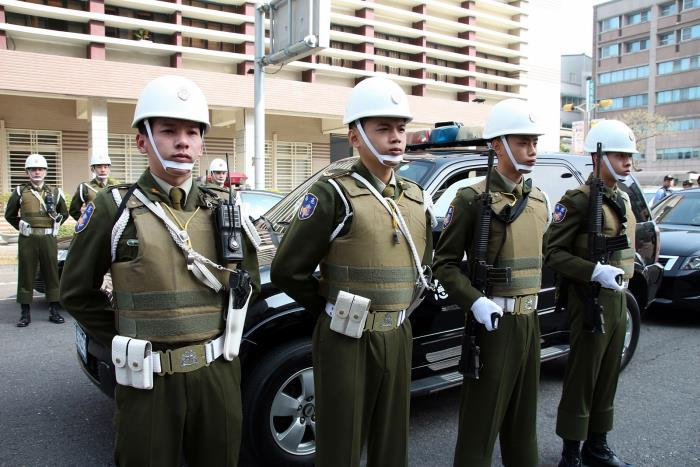
Taiwanische Militärpolizei (Xianbing).

Die Xianbing (chinesisch 憲兵), Taiwans Gendarmerie und Militärpolizei zugleich, ist eine Polizeitruppe mit militärischem Charakter. Sie ist Teil des Militärs und untersteht daher dem Verteidigungsministerium. Die Aufgaben der Xianbing umfassen folgende Hauptfunktionen:
- Die Sicherheit der Zentralen Regierung zu gewährleisten
- Militärpolizeiliche Aufgaben für Heer, Marine und Luftwaffe
- Aufrechterhaltung der öffentlichen Sicherheit und Ordnung
- Sicherstellung der inneren Sicherheit des Staates.

### Türkei
Die Askeriye İnzibat (Jandarma) ist für die Aufrechterhaltung der inneren Ordnung im Militär, sowie die Verfolgung von Fahnenflüchtigen zuständig. Sie sind durch eine rote Armbinde mit der Aufschrift AS.İZ gekennzeichnet und werden unter den Soldaten gesondert ausgewählt.

### USA
In den USA verfügen fast alle Teilstreitkräfte über eigene Militärpolizeitruppen. Nur die United States Coast Guard, die selbst bereits Polizeiaufgaben hat, unterhält keine eigene explizite Militärpolizei, hat jedoch in den großen Stützpunkten Polizeidienststellen, die für die Polizeiaufgaben auf dem Bundesgelände verantwortlich sind. Der Polizeidienst wird durch Soldaten mit den Verwendungsbereich Maritime Enforcement Specialists wahrgenommen. Für die einzelnen Teilstreitkräfte sind dies:
- Army: Military Police Corps
- Air Force: Air Force Security Forces
- Navy: Masters-at-Arms
- Marine Corps: Provost Marshal's Office
- United States Coast Guard Police Departments

Neben diesen uniformierten Militärpolizeien verfügen die Streitkräfte zudem über zivile Polizeidienste, dies sind:
- Verteidigungsministerium: Department of Defense Police mit Pentagon Police,  Defense Logistics Agency Police,  National Security Agency Police,  Defense Intelligence Agency Police, National Geospatial-Intelligence Agency Police und Defense Criminal Investigative Service (DCIS)
- Army: Department of the Army Civilian Police (DACP) und U.S. Army Criminal Investigation Command (USACIDC/CID)
- Air Force: Department of the Air Force Police (DAF Police) und Office of Special Investigations (AFOSI)
- Navy: Department of the Navy Police, United States Naval Academy Police und U.S. Naval Criminal Investigative Service (NCIS)
- Marine Corps: United States Marine Corps Police und United States Marine Corps Criminal Investigation Division (USMC CID)
- Coast Guard: U.S. Coast Guard Investigative Service (CGIS)